# Roger Van Der Straeten
Roger Van Der Straeten (? – ?) Európa-bajnoki bronzérmes belga jégkorongozó.
Részt vett a második jégkorong-Európa-bajnokságon, az 1911-esen, ahol bronzérmes lett a belga válogatottal.